# Borborothis opaca
Borborothis opaca är en insektsart som beskrevs av Brunner von Wattenwyl 1888. Borborothis opaca ingår i släktet Borborothis och familjen Anostostomatidae. Inga underarter finns listade i Catalogue of Life.